# Hamren
Hamren é uma cidade e uma town area committee no distrito de Karbi Anglong, no estado indiano de Assam.

## Demografia
Segundo o censo de 2001, Hamren tinha uma população de 8278 habitantes. Os indivíduos do sexo masculino constituem 53% da população e os do sexo feminino 47%. Hamren tem uma taxa de literacia de 64%, superior à média nacional de 59,5%: a literacia no sexo masculino é de 71% e no sexo feminino é de 56%. Em Hamren, 18% da população está abaixo dos 6 anos de idade.